# Hofors (commune)
La commune de Hofors est une commune du comté de Gävleborg en Suède. 9 431 personnes y vivent. Son siège se trouve à Hofors.

## Localités principales
- Hofors
- Silverdalen
- Torsåker

## Personnalités liées à la commune
- Kerstin Hesselgren (1872-1962), députée suédoise y est née